# Sclerochillus littoralis
Sclerochillus littoralis är en kräftdjursart som först beskrevs av Thomson 1879.  Sclerochillus littoralis ingår i släktet Sclerochillus och familjen Paradoxostomatidae. Inga underarter finns listade i Catalogue of Life.